# Anatolij Hricenko
Anatolij Stepanovič Hricenko (ukr. Анатолій Степанович Гриценко); (Ukrajina, Čerkaška oblast, 25. listopada 1957.); je ukrajinski političar i bivši ministar obrane. Pripadnik je stranke Naša Ukrajina koja se trenutno nalazi u opoziciji. Hricenko se kandidirao za predsjednika Ukrajine na izborima 2010. godine, ali s relativno malom podrškom nije prošao u drugi krug izbora. 

## Profesionalna biografija
Anatolij Hricenko diplomirao je 23. lipnja 1979. na Kijevskoj visokoj vojnoj školi za avijacijski inženjering. Dana 10. prosinca 1984. na istom sveučilištu je doktorirao te je nastavio sa svojim doškolovanjem u profesionalnim sferama života. Godine 1993. diplomirao je na Institutu za obrambenu komunikaciju, a 1995. na Akademiji obrambenih snaga Ukrajine. Tijekom svoga školovanja blisko je surađivao s institucijama i sveučilištima u SAD-u.

## Vanjske poveznice
- Osobna stranica Anatolija Hricenka (ukr.)  Arhivirana inačica izvorne stranice od 18. ožujka 2009. (Wayback Machine)
- Informacije na stranicama Vrhovne Rade (ukr.)